# László Gabányi
László Gabányi, né le 15 mai 1935, à Hódmezővásárhely, en Hongrie et décédé le 16 juin 1981, à Budapest, en Hongrie, est un ancien joueur hongrois de basket-ball. Il évolue durant sa carrière au poste de pivot.